# Грачёв, Анатолий Дмитриевич
Анато́лий Дми́триевич Грачёв (12 июля 1937, Ишимбай — 19 мая 2005, Москва) — советский и российский актёр театра и кино. Народный артист Российской Федерации (1998).

## Биография
Родился в 1937 году в городе Ишимбае. После смерти матери в 1947 году переехал к бабушке в Ульяновскую область, где окончил школу. В этой же школе он работал лаборантом. С детства проявил актёрские способности, участвовал в самодеятельности, занимался во дворце культуры в танцевальном, вокальном и драматическом кружках.
С 1954 года жил в городе Салавате, где работал слесарем-монтажником.
В 1955 году поступил в ГИТИС (мастерская И. М. Раевского). А. А. Гончаров пригласил его, студента 4-го курса, в Московский драматический театр (на Спартаковской площади). В кино начал сниматься с 1957 года.
Похоронен на Перепечинском кладбище под Москвой, участок 13, 3328.

## Театр
Работал в Театре на Малой Бронной, в труппе А.Эфроса до 1993 года, у А.Калягина в театре Et cetera. Среди ролей — Ромео («Ромео и Джульетта» У. Шекспира, 1970), Алёша Карамазов (в «Брате Алёше» В. С. Розова по Ф. М. Достоевскому, 1972), Дон Карлос («Дон Жуан» Мольера, 1973) и многих других.

## Кино
В фильмографии — «Весна на Одере» (режиссёр Леон Сааков, 1968), «Следствие ведут ЗнаТоКи» («Повинную голову… Дело № 4», 1971; «Шантаж. Дело № 6», 1972; режиссёр Вячеслав Бровкин), «Слово для защиты» (режиссёр Вадим Абдрашитов, 1976), «…И другие официальные лица» (режиссёр Семён Аранович, 1976), Последняя двойка (1977), «Репортаж с линии огня», (режиссёр Леон Сааков, 1984), «Ради нескольких строчек» (режиссёр Александр Рогожкин, 1985) и другие, всего свыше пятидесяти киноролей.

## Фильмография
- 1957 — К Чёрному морю — Юра Дрожжин, студент
- 1961 — В трудный час
- 1961 — Алёнка — Егор
- 1965 — Любимая — шофёр
- 1966 — Нет и да
- 1968 — Жажда над ручьём
- 1968 — Весна на Одере — Чохов
- 1969 — Варькина земля — Шура Гребенюк
- 1970 — Море в огне — мичман
- 1970 — Борис Годунов. Сцены из трагедии
- 1971 — Следствие ведут ЗнаТоКи. Повинную голову… — Михаил Токарев
- 1972 — Следствие ведут ЗнаТоКи. Шантаж — Михаил Токарев
- 1972 — Будденброки — Грюнлих
- 1973 — Человек со стороны — Алексей Георгиевич Чешков
- 1973 — Мальчишку звали Капитаном — Павел Бадаев
- 1973 — В номерах — репортёр
- 1973 — Олег и Айна — Олег
- 1974 — Всадники на станции Роса
- 1975 — Волчья стая — Левчук
- 1975 — Светлые ожидания (телеспектакль) — Иван Иванович Лесницин
- 1976 — Судьба барабанщика — Платон Половцев
- 1976 — Слово для защиты — прокурор
- 1976 — Моё дело — Григорий Тарасович Гринько, секретарь парткома завода
- 1976 — …И другие официальные лица — Игорь Николаевич Толкунов
- 1977 — Последняя двойка — Павел Петрович
- 1977 — Кто за стеной? (короткометражный) — Игорь Михайлович Лужков
- 1979 — Что-то с телефоном (короткометражный) — Вадим Николаевич
- 1979 — Крутое поле — Грачёв
- 1979 — Варвары
- 1980 — Мелочи жизни — Бунин
- 1980 — Алые погоны — полковник Ковалёв
- 1980 — Тайна Эдвина Друда — Септимус Криспаркл
- 1981 — Февральский ветер — Бурлацкий, политзаключённый
- 1981 — Остаюсь с вами — Аркадий Гайдар
- 1982 — С кошки всё и началось… — папа Галки, пилот
- 1982 — Детский мир — эпизод
- 1983 — Признать виновным — Игорь Борисович, папа Виктора (в титрах — отец Владимирова)
- 1984 — Репортаж с линии огня
- 1984 — Два гусара — Лухнов
- 1985 — Ради нескольких строчек — капитан Буренков
- 1985 — Внимание! Всем постам… — Иван Алексеевич, майор милиции
- 1986 — Равняется четырём Франциям
- 1986 — Где ваш сын?
- 1987 — Мужские портреты — Филюгин
- 1987 — Любящий вас Коля
- 1988 — Шут — отец Вали
- 1988 — Автопортрет неизвестного
- 1989 — Свой крест
- 1989 — Зелёный огонь козы
- 1989 — Женщины, которым повезло — Колобков Игорь Валерьянович, фотограф
- 1990 — Враг народа — Бухарин — Климент Ефремович Ворошилов
- 1999 — Ужин в четыре руки — Иоганн Кристоф Шмидт
- 2001 — Саломея